# Campylopus fulvus
Campylopus fulvus là một loài rêu trong họ Dicranaceae. Loài này được Hook. Kindb. mô tả khoa học đầu tiên năm 1883.